# فرودگاه بین‌المللی ورشاتس
فرودگاه بین‌المللی ورشاتس  (به انگلیسی: Vršac International Airport) (به زبان بومی: Међународни аеродром Вршац) یک فرودگاه همگانی  با کد یاتا VRC است که یک باند فرود آسفالت دارد و طول باند آن ۱۲۰۰ متر است. این فرودگاه در  کشور صربستان قرار دارد و در ارتفاع ۸۴ متری از سطح دریا واقع شده است.